# NGC 2928
NGC 2928 est une vaste galaxie spirale barrée relativement éloignée et située dans la constellation du Lion. NGC 2928 a été découverte par l'astronome allemand Albert Marth en 1864.

## Caractéristiques
Sa vitesse par rapport au fond diffus cosmologique est de 8 635 ± 22 km/s, ce qui correspond à une distance de Hubble de 127,4 ± 8,9 Mpc (∼416 millions d'al).
En raison d'une brillance de surface égale à 14,25 mag/am2, on peut qualifier NGC 2928 de galaxie à faible brillance de surface (LSB en anglais pour low surface brightness). Les galaxies LSB sont des galaxies diffuses (D) avec une brillance de surface inférieure de moins d'une magnitude à celle du ciel nocturne ambiant.